# Franz Karmasin
Franz Karmasin (ur. 2 września 1901 w Ołomuńcu, zm. 25 czerwca 1970 w Steinebach am Wörthsee) – inżynier, słowacki sekretarz stanu w okresie III Rzeszy, przewodniczący (Volksgruppenführer) Związku Niemców Słowackich.

## Życiorys
Po ukończeniu studiów na wydziale mechanizacji rolnictwa w Děčínie w latach 1919–1923 uzyskał dyplom inżynierski. Od roku 1926 był przewodniczącym Niemieckiego Związku Kulturalnego na Słowacji – Karpathendeutschen Volksgemeinschaft, a od czerwca 1928 razem z Rolandem Steinackerem i Karlem Manouschkiem tworzyli partię polityczną pod nazwą Partia Karpackoniemiecka (Karpatendeutsche Partei (KdP)), stawiającą sobie za cel polityczną i kulturalną integrację Niemców słowackich. Partia ta następnie podpisała współpracę z Partią Sudeckoniemiecką (SdP), w wyniku czego Karmasin dostał się następnie do parlamentu czechosłowackiego w latach 1935–1938, oraz został zastępcą szefa partii Konrada Henleina na Słowację oraz Rusi Podkarpackiej (Ukrainę Karpacką, Karpato-Ukrainę). Partia Karmasina została zdelegalizowana przez władze czechosłowackie na krótko przed tzw. kryzysem sudeckim, a on sam w wyniku zmian utworzył 6 października 1937 kolejną partię mniejszości niemieckiej na Słowacji pn. Karpathendeutschen Volksgemeinschaft.
W roku 1938 został wyznaczony przez prezydenta Jozefa Tiso na podsekretarza stanu ds. ludności niemieckiej na Słowacji. Od roku 1940 został również przywódcą mniejszości niemieckiej na Słowacji.
1 września 1943 na rozkaz Himmlera organizował rekrutację Niemców ze Słowacji do wojska poprzez tzw. Freiwillige Schutzstaffel. W okresie przewrotu wojskowego na Słowacji w roku 1944 utworzył korpus Domobrany (Heimatschutz) zwalczający przeciwników prezydenta Tiso. Przed wkroczeniem do Słowacji Armii Czerwonej zbiegł do Austrii pod przybranym nazwiskiem jako Franz Dibak, a następnie przedostał się do Niemiec. W roku 1947 został zaocznie skazany na karę śmierci przed nowe władze czechosłowackie.
Od roku 1952 był jednym z przewodniczących Ziomkostwa Sudeckoniemieckiego (Sudetendeutsche Landsmannschaft (SL)).